# Morag Joss
Pour les articles homonymes, voir Joss.
Morag Joss, née en Angleterre de parents d'origine écossaise, est une femme de lettres britannique, auteure de roman policier.

## Biographie
Née en Angleterre, elle passe son enfance dans le comté d'Ayrshire sur la côte ouest écossaise.
Elle fait des études en anglais à l'université de St Andrews, puis s'inscrit à des cours de chant de la Guildhall School of Music and Drama de Londres. De 1984 à 1996, elle fait carrière dans le milieu des musées où elle est chargée du volet éducatif. Elle donne également des cours à l'Université de Bournemouth, avant de se tourner vers l'écriture.
En 1998, elle publie son premier roman, Funeral Music. C'est le premier volume d'une série consacrée à Sara Selkirk, une violoncelliste de renom vivant à Bath.
Avec le roman intitulé La Gouvernante (Half Broken Things), paru en 2003, elle est lauréate du Silver Dagger Award 2003.
Depuis les années 2010, elle enseigne l'écriture créative à l'Université d'Oxford.

## Œuvre

### Romans

#### SérieSara Selkirk
- Funeral Music (1998)
- Fearful Symmetry (1999)
- Fruitful Bodies (2001)

#### Autres romans
- Half Broken Things (2003) Publié en français sous le titre La Gouvernante, Paris, Éditions Robert Laffont, coll. « Best-sellers », 2005  (ISBN 2-221-09851-X)
- Puccini's Ghosts (2005)
- The Night Following (2008)
- Among the Missing (2011), aussi paru sous le titre Across the Bridge
- Our Picnics in the Sun (2013)

## Adaptation
- 2007 : Half Broken Things, téléfilm britannique réalisé par Tim Fywell, adaptation du roman éponyme, avec Penelope Wilton.

## Prix et distinctions

### Prix
- Silver Dagger Award 2003 pour Half Broken Things[1]

### Nominations
- Prix Dilys 2006 pour Half Broken Things[2]
- Prix Edgar-Allan-Poe 2009 du meilleur roman pour The Night Following[3]